# Roxane (Alexander de Grote)

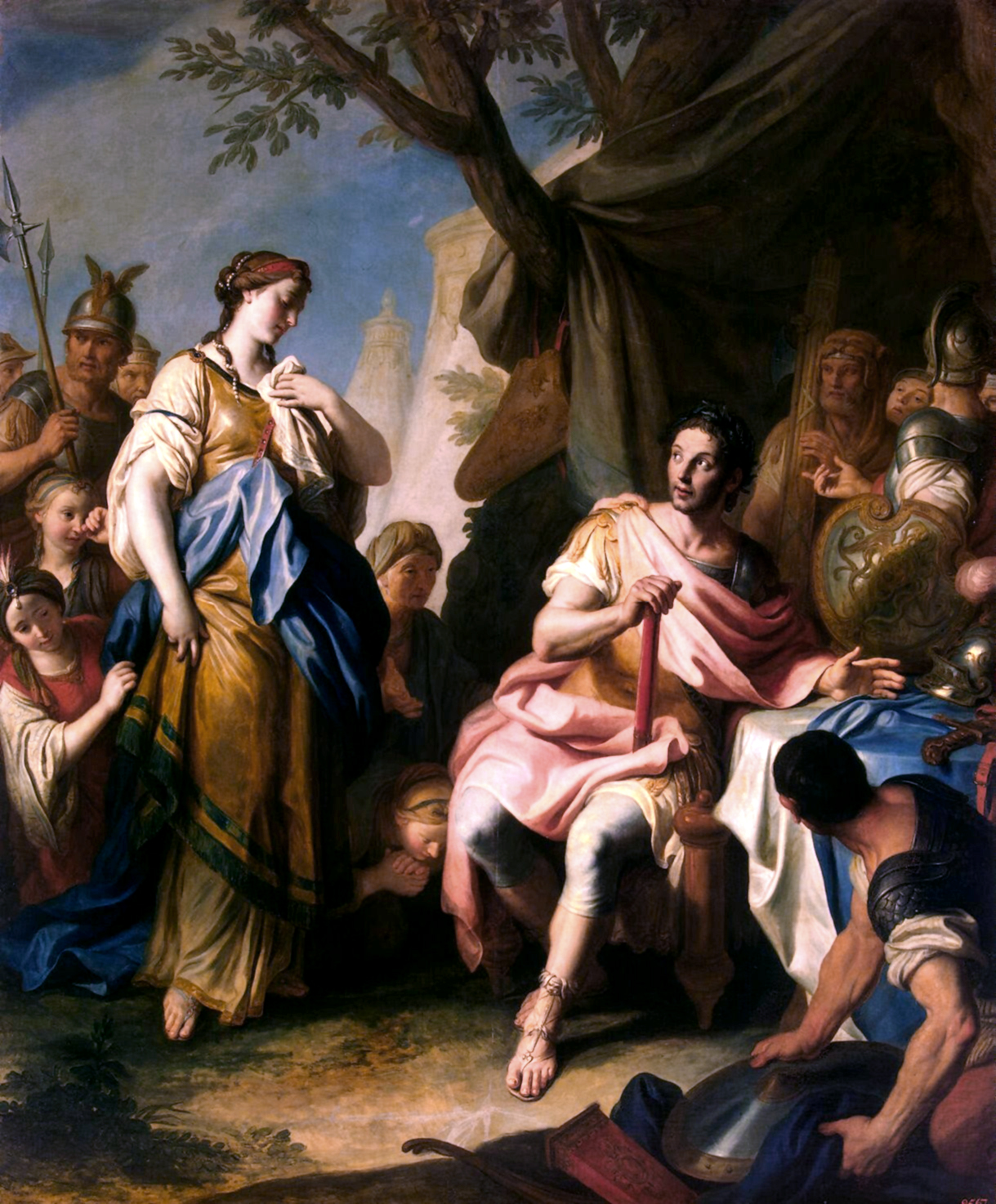
Roxane samen met Alexander de Grote
(1756), Pietro Rotari, Hermitage

Roxane (uit het Perzisch: رخشان rokhshan) was de eerste vrouw van Alexander de Grote. 
Roxane kwam uit Bactrië en ze kreeg één zoon van Alexander (Alexander IV) maar Alexander stierf voordat de baby geboren was. Ze vluchtte naar Macedonië, waar ze de bescherming kreeg van Olympias, de moeder van Alexander. Ze slaagden erin om haar zoontje en de broer van Alexander, Arrhidaeus, op de troon te krijgen. Dat ging goed onder de regenten Perdiccas (323-321) en Antipater (321-319). Na hun dood grepen de gouverneurs in de provincies (de Diadochen) de macht en voerden oorlog om de verdeling van het rijk van Alexander. Olympias en Roxane konden dit niet volhouden. In 310/309 v.Chr. werd ze samen met haar zoontje vermoord door Cassander.
- Gemeinsame Normdatei: 119511258
- Library of Congress Control Number: nr2002001583
- Virtual International Authority File: 54959803
- WorldCat: E39PCjDVwhvHwXjbvhxk9fcGxP